# Dlakorepci
Dlakorepci (Kudravci; lat. Thysanura), beskrilni kukci nekada nazivani i Zygentoma, ali danas je ovaj stari red podijeljen na dva reda, to su Zygentoma (četinaši) i Microcoryphia. Najvažnija i najuočljivja razlika je u očima, koje su kod četinaša malene ili ih nema, dok su kod Microcoryphia velike i složene. Druga je razlika u tome što predstavnici reda Microcoryphia (Archaeognatha) mogu skočiti koristeći abdomen i do 30 cm u vis, dok to predstavnici Zygentoma ne mogu.
Kudravci su uglavnom herbivorni, ali ih je s aspekta poljoprivrede malo štetnih. Usni ustroj za grizenje nalazui se na glavi, a na vrhu zatka styli i cerci. Karakteristike su im da su malenih dimenzija te da se zadržavaju na tamnim mjestima kao ispod kamenje, po starim knjigama i novinama, po truleži, u blizini peći, i svagdje gdje mogu neometano boraviti.
Ukupan broj vrsta širom svijeta je oko 380 kod Zygentoma i 460 kod Microcoryphia, a ovi drugi su prisutni čak i na Arktiku.

## Današnja podjela
Microcoryphia (Archaeognatha)
- Machilidae
- Meinertellidae
- †Dasyleptidae Brogniart, 1885

Zygentoma
- Lepismatidae
- †Lepidotrichidae Silvestri 1913
- Nicoletiidae Escherich, 1905
- Tricholepidiidae

## Vanjske poveznice
|  | Zajednički poslužitelj ima još gradiva o temi Thysanura |
|  | Wikivrste imaju podatke o taksonu Thysanura             |